# Józef Rotblat
Józef Rotblat, även känd under den engelska namnformen Joseph Rotblat, född 4 november 1908 i Warszawa i dåvarande Kejsardömet Ryssland (nuvarande Polen), död 31 augusti 2005 i London, var en polsk-brittisk fysiker. Han fick 1995 Nobels fredspris tillsammans med Pugwashrörelsen. Han var generalsekreterare för rörelsen från dess bildande till 1973.

## Biografi
Józef Rotblat läste vid Polens fria universitet i Warszawa då det var möjligt att läsa där utan de certifikat som andra universitet krävde. Han hade inte haft möjlighet att ta de certifikaten då familjens ekonomiska situation gjort att han behövt börja arbeta tidigt, vilket gjorde att han inte hade någon vanlig utbildning. 
Han blev senare doktor i fysik vid universitetet i Warszawa 1938. Han flyttade 1939 till Liverpool, där han började arbeta med James Chadwick vid Liverpools universitet.
Han började arbeta vid Manhattanprojektet i början av 1944, men hoppade av i december samma år då det blivit uppenbart att Tyskland inte längre försökte utveckla en atombomb. Han var den enda fysikern som hoppade av före atombombningarna av Hiroshima och Nagasaki.